# Форт Сан-Мигель
Форт Сан-Мигель (исп. Fuerte de San Miguel, англ. Fort San Miguel) — испанский форт, располагавшийся на острове Нутка к западу от центральной части острова Ванкувер. Сооружение было предназначено для защиты испанского поселения Санта-Круз-де-Нука — первой европейской колонии в Британской Колумбии.

## История
15 мая 1789 года испанским мореплавателем Эстебаном Хосе Мартинесом было выбрано место для возведения фортификационных сооружений и к маю того же года здесь уже были размещены артиллерийские пушки, казармы и склады для хранения пороха.